# Great Observatories Origins Deep Survey
Die Great Observatories Origins Deep Survey (GOODS) ist eine astronomische Untersuchung der NASA und der ESO in mehreren Wellenlängenbereichen zur Erforschung der Entwicklung der Galaxien und des frühen Universums. Hierfür wurden am Himmel zwei Felder mit einer Gesamtgröße von ca. 300 Quadratbogensekunden untersucht. Die beiden Felder befinden sich am Nordhimmel um das „Hubble Deep Field North“ und im Süden um das „Chandra Deep Field South“. Mit dieser Untersuchung werden möglichst tiefe Daten (d. h. lange Belichtungszeiten) über einen weiträumigen Wellenlängenbereich (von Röntgen- bis Radiostrahlung) der angegebenen Himmelsbereiche ermittelt.
Hierzu wurden eine Reihe von Teleskopen benutzt: Die Weltraumteleskope der NASA (Great Observatories: Hubble-Weltraumteleskop, Chandra (Teleskop), Spitzer-Weltraumteleskop) und ESA (XMM-Newton, Herschel) und die größten Observatorien auf der Erde wie das ESO-VLT, Keck-Observatorium, Gemini-Observatorium (optisch/Nah-Infrarot), VLA (Radiobereich).
Da durch diese „tiefen“ Aufnahmen astronomische Objekte aufgrund der endlichen Lichtgeschwindigkeit zu unterschiedlichen Zeitpunkten abgebildet werden, lässt sich damit durch solche Untersuchungen der Ablauf der Galaxienentstehung und -wachstum untersuchen. Da das Universum in alle Richtungen ähnlich aussieht, ist die Anzahl, Arten und Verteilung der Galaxien überall dieselbe. Aufgrund dessen können solche tiefen Untersuchungen in jeder Richtung gemacht werden. Diese Felder wurden ausgesucht, weil in diesen Himmelsregionen keine störenden Vordergrundobjekte die Untersuchung stören können.

## Wissenschaftliche Ziele
- Untersuchung des Massenwachstums von Galaxien über einen möglichst langen kosmischen Zeitraum
- Zensus über die Energieproduktion bei der Sternbildung und bei supermassiven Schwarzen Löchern ermitteln
- Erforschung der Bildung und Evolution von Galaxien und aktiven Galaxienkernen (AGN)
- Erkenntnisse über die Sternbildungshistorie bei hoher Rotverschiebung (z ≈ 7)
- Entdeckung von primordialen (ursprünglichen) Galaxien
- Untersuchung der Verteilung von Dunkler und leuchtender Materie bei hoher Rotverschiebung
- Entdeckung von entfernten Supernovae mit einer hohen Rotverschiebung zur Untersuchung der kosmischen Expansion.

## Nutzen
Durch die Vielzahl von Aufnahmen in unterschiedlichsten Wellenbereichen steht den Forschern mit den Daten der GOODS-Untersuchung eine reichhaltige Datenbasis zur Verfügung. Die Daten der einzelnen Wellenlängen ergänzen einander. Zudem wurde für viele astronomische Objekte ein Spektrum aufgenommen, mit dem sich die chemische Zusammensetzung und physikalische Daten ermitteln lassen. Das GOODS Feld wurde in zwei Bereiche am nördlichen und südlichen Himmel unterteilt, damit alle erdgebundenen Observatorien, die ja nur einen Teil des Himmels sehen können, an der Untersuchung teilhaben können.
Die GOODS-Daten wurden nach ihrer Ermittlung ohne Zeitverzögerung öffentlich gemacht, damit die wissenschaftliche Gemeinde weitergehende Untersuchungen damit machen kann.

## Beobachtungen
Für die GOODS-Untersuchung wurden folgende Beobachtungen durchgeführt
- Hubble: Optische Untersuchungen mit der Advanced Camera for Surveys (2004) und der Wide Field camera 3 (2009)[1]
- Spitzer Space Telescope: Infrarot
- Chandra-Röntgenteleskop: Röntgenstrahlung
- XMM-Newton-Röntgenteleskop: Röntgenstrahlung
- Herschel-Infrarotteleskop[2]
- VLT: mit den Instrumenten VIMOS, ISAAC und FORS
- Keck-Observatorium

## Ergebnisse
- Entdeckung von 49 Kandidaten für Gravitationslinsen.[3]